# Brystformindskelse
Brystformindskelse (også brystreduktion) er en plastikkirurgisk operation der har til formål at reducere brysterne. Oftest udløst af bryster hvis størrelse og vægt forårsager smerter i ryg, nakke og skuldre, hæmmer fysiske udfoldelsesmuligheder eller blot anses for æstetiske utiltrækkende. I forbindelse med brystreduktionen laves også et brystløft. Operationen kan skade fremtidig evne til at amme og med undtagelse af helt usædvanlige tilfælde foretages operationen kun af helt udviklede bryster.

## Udførelse
Der eksisterer en række forskellige metoder til at udføre brystformindskelse på, som dog alle hovedsageligt kan inddeles to forskellige grupper: de metoder der efterlader et ankerformet ar (dvs. et ar rundt om brystvorten, et lodret ar herunder og et vandret ar i furen under brystet) og de metoder efterlader et vandret ar under brysterne. Arrene vil langsomt blive mindre synlige over tid. Det grundlæggende princip er den samme i alle brystformindskelsesmetoderne, nemlig at flytte areola og brystvorten op så de bliver centreret efter operationen, samtidigt med at så meget som muligt af blodkar og nerver der forsyner brystvorten reddes, samtidigt bortskæres dele af brystets fedt- og kirtelvæv, den overskydende hud skæres bort og det resterende hud bruges til at forme det nye bryst med.
Operationen udføres under fuld bedøvelse og tager normalt mellem 1 til 2 timer.

## Bivirkninger og risici
Som ved alle kirurgiske operationer er der risiko for postoperativ blødning og infektion og ardannelse. Der er også risiko for varig nedsat følelse i brystvorterne og for fremtidig problemer med amning.

## Danmark
I Danmark kan brystreduktion blive udført i offentlig regi, men udelukkende i de tilfælde hvor der er beviseligt store gener involveret ved for størrelsen og hovedårsagen ikke er af kosmetisk art. Oftest vil patienten være nødsaget til at få operationen udført på privathospital.